# Мале усне стиднице
Мале усне стиднице (лат. labia minora pudendi) су део спољашњих полних органа жене. Чине их две паралелне дупликатуре нежне коже, лишене масти, смештене дубље испод и између великих усана. Предњи крај малих усана рачва се у по два крака, међусобно спојених по средњој линији, који између себе обухватају клиторис. Задњи крајеви малих стидних усана обично су сједињени и нестају у великим стидним уснама. Мале усне богате су нервним завршецима, крвним судовима и лојним жлездама.
Шире се од клиториса косо наниже, бочно и назад, са обе стране вагиналног отвора. Антериорно обе усне се рачвају. Горњи омотач сваке стране прелази преко клиториса и прави омотач, капицу или препуцијум, која покрива главић клиториса. Нижи слој сваке стране прелази ниже и прави френулум клиториса. Лојни фоликули су бројни у близини површине усана. Понекад је присутан додатни омотач усана (лат. labium tertium) на једној или на обема странама великих и малих стидних усана.
Заједно са осталим спољњим полним органима жене (лат. pudendum femininum): стидним брежуљком (лат. mons Veneris) великим стидним уснама (лат. labia pudendi maiora), тремом вагине (лат. vestibulum vaginae), девичњаком (лат. himen), дражицом (лат. clitoris) и великим тремним жлездама (лат. glandulae Bartholini), чини стидницу или вулву.

## Величина и облик
У току 2004. године, истраживачи са Одељења за гинекологију, Елизабет Гарет Андерсон болнице у Лондону измерили су величине стидних усана и других гениталних структура 50 жена узраста од 18 до 50, са средњим годиштем 35.6. Резултати су били следећи:
| Мерено                                               | оквир    | средња вредност |
| ---------------------------------------------------- | -------- | --------------- |
| Клиторисна дужина ()                                 | 5–35     | 19,1 [8,7]      |
| Ширина главића клиториса ()                          | 3–10     | 5,5 [1,7]       |
| Од клиториса до уретре ()                            | 16–45    | 28,5 [7,1]      |
| Дужина великих стидних усана ()                      | 7,0–12,0 | 9,3 [1,3]       |
| Дужина малих стидних усана ()                        | 20–100   | 60,6 [17,2]     |
| Ширина малих стидних усана ()                        | 7–50     | 21,8 [9,4]      |
| Дужина међице ()                                     | 15–55    | 31,3 [8,5]      |
| Вагинална дужина ()                                  | 6,5–12,5 | 9,6 [1,5]       |
| Танеров стадијум ()                                  | IV       | 4               |
| Танеров стадијум ()                                  | V        | 46              |
| Боја гениталне областиу поређењу са околном кожом () | Иста     | 9               |
| Боја гениталне областиу поређењу са околном кожом (n | Тамнија  | 41              |
| Набораност усана ()                                  | Глатке   | 14              |
| Набораност усана ()                                  | Осредње  | 34              |
| Набораност усана ()                                  | Упадљиво | 2               |

## Галерија
- Органи женског репродуктивног система.
- Спољна анатомија клиториса.
- Вулва жене.